# دکترای حرفه‌ای
دکترای حرفه‌ای نوعی مدرک تحصیلی است که در ایران به پزشکان عمومی، دندانپزشکان عمومی، داروسازان عمومی و فیزیوتراپیست ها و دامپزشکان عمومی از دانشگاه‌های مورد تأیید وزارت بهداشت و وزارت علوم اعطا می‌شود.

## دکترای حرفه‌ای
در برخی از رشته‌های تحصیلی دانشگاه‌ها و موسسات آموزشی عالی (شامل رشته‌های پزشکی، دندانپزشکی، داروسازی و دامپزشکی) پذیرش دانشجو در مقطع دکترای حرفه‌ای صورت می‌گیرد.
تعداد واحدهای این مقاطع از ۲۱۶ واحد در داروسازی تا ۳۰۰ واحد در پزشکی متغیر است،به طور مثال  در رشته پزشکی عمومی به طور معمول در هر نیمسال تحصیلی مجاز به انتخاب ۱۲ الی ۲۰ واحد می باشد و در صورتی که میانگین کل نمرات دانشجو در یک نیمسال حداقل ۱۷ باشد می تواند با نظر استاد راهنما و موافقت دانشکده در نیمسال بعد تا ۲۴ واحد درسی انتخاب کند.
حداکثر مدت مجاز تحصیل معمول از ۶-۱۰ سال بسته به رشته است. پذیرفته‌شدگان بیشتر این رشته‌ها، امکان ادامه تحصیل تا دورهٔ تخصصی و حتی فوق‌تخصصی در زمینهٔ خاصی را دارا می‌باشند.
برنامه دوره دکتری عمومی پزشکی (بر طبق آیین نامه آموزشی دوره دکتری عمومی پزشکی - مصوب شصت و هفتمین جلسه شورای عالی برنامه ریزی علوم پزشکی):
مرحله اول:علوم پایه
مرحله دوم: مقدمات بالینی
مرحله سوم: کارآموزی بالینی
مرحله چهارم: کارورزی